# Chicago Blackhawks
I Chicago Blackhawks sono una squadra americana di hockey su ghiaccio, con base a Chicago, nell'Illinois. Giocano nella NHL, Western Conference, Central Division. La franchigia si chiama così in onore al capo dei nativi americani Chief Black Hawk (“Capo Falco Nero”). Fondata nel 1926 fanno parte delle Original Six, squadre fondatrici della NHL, insieme ai Detroit Red Wings, Canadiens de Montréal, Toronto Maple Leafs, Boston Bruins e New York Rangers.

## Storia
I Regina Capitals erano una squadra della Western Canada Hockey League fino al 1925 quando si trasferirono e cambiarono nome in Portland Rosebuds. Un anno dopo la lega dovette dichiarare bancarotta e la maggioranza dei giocatori andarono a giocare per Chicago. Negli anni '30 i Blackhawks ebbero i loro migliori momenti vincendo due Stanley Cup. Charlie Gardiner portiere e stella della squadra, e diversi giocatori vinsero l'Art Ross Trophy come miglior marcatore (Doug Bentley nel 1943, suo fratello Max Bentley nel 1946 e nel 1947 e Roy Conacher nel 1949. Max Bentley nel 1946 e Al Rollins nel 1954 vinsero anche il Hart Trophy come MVP della lega. La squadra negli anni '60 divenne più forte: Bobby Hull guido la classifica dei marcatori della NHL per sette volte; insieme a Stan Mikita componeva il duo di attaccanti più temuto di quegli anni. I Chicago Blackhawks vinsero la Stanley Cup nel 1961 e raggiunsero la finale nel 1962, nel 1965, nel 1971 e nel 1973.
Da quell'epoca hanno avuto tra le loro file molte stelle come Doug Wilson, Steve Larmer, Jeremy Roenick e Tony Amonte, non riuscendo però a vincere il titolo per ben 49 anni, fino al 2010. Chicago vinse il Presidents' Trophy come miglior squadra nella stagione regolare del 1991, e raggiunse la finale nel 1992 grazie anche al lavoro di Ed Belfour (due volte vincitore del Vezina Trophy come miglior portiere) e Chris Chelios (vincitore di due James Norris Memorial Trophy come miglior difensore. Negli anni che andarono sino al 2006 raggiunsero i playoff solo una volta in 14 occasioni. Nella stagione 2009-10 i Blackhawks vinsero la loro prima Stanley Cup dal 1961. Finirono la stagione regolare con 112 punti, battendo poi in finale i Philadedelphia Flyers in sei partite. Il capitano Jonathan Toews vinse il Conn Smythe Trophy come MVP dei playoff.
La stagione 2012-2013, accorciata a 48 partite per il lock out, ha visto i Blackhawks risultare la miglior squadra della regular season, vincendo il Presidents' Trophy grazie ai 77 punti guadagnati. Nei playoff la franchigia statunitense ha superato Minnesota Wild (4-1), Detroit Red Wings (4-3) e Los Angeles Kings (4-1), vincendo il titolo di Conference, per poi conquistare anche la quinta Stanley Cup della sua storia grazie al 4-2 inflitto in finale ai Boston Bruins. Patrick Kane è risultato, inoltre, vincitore del Conn Smythe Trophy.

## Statistiche
Vengono rappresentate soltanto le ultime 5 stagioni
Note: PG = Partite Giocate, W = Vittorie, L = Sconfitte, T = Pareggi, OTL = Sconfitte all'overtime, Pts = Punti, GF = Goal fatti, GS = Goal subiti
| Stagione | PG | W  | L  | OTL | Pts | GF  | GS  | Posizione  | Playoff                                       |
| 2010–11  | 82 | 44 | 29 | 9   | 97  | 258 | 225 | 3, Central | Perso nei quarti di Conference, 3–4 (Canucks) |
| 2011–12  | 82 | 45 | 26 | 11  | 101 | 248 | 238 | 4, Central | Perso nei quarti di Conference, 2–4 (Coyotes) |
| 2012–13  | 48 | 36 | 7  | 5   | 77  | 155 | 102 | 1, Central | Vincitori della Stanley Cup, 4–2 (Bruins)     |
| 2013–14  | 82 | 46 | 21 | 15  | 107 | 267 | 220 | 3, Central | Perso nella finale di Conference, 3–4 (Kings) |
| 2014–15  | 82 | 48 | 28 | 6   | 102 | 220 | 186 | 3, Central | Vincitori della Stanley Cup, 4–2 (Lightning)  |

## Giocatori

### Rosa 2015-2016
- S=sinistra; D=destra; C=centrale; AS=ala sinistra; AD=ala destra; -C=capitano;

#### Portieri
| Numero | Nazionalità | Nome             | Presa | Luogo di nascita    |
| ------ | ----------- | ---------------- | ----- | ------------------- |
| 50     | Canada      | Corey Crawford   | S     | Montréal (Canada)   |
| 31     | Svezia      | Anton Forsberg   | S     | Härnösand, (Svezia) |
| 49     | Canada      | Michael Leighton | S     | Petrolia (Canada)   |

#### Difensori
| Numero | Nazionalità | Nome                | Tiro | Luogo di nascita                        |
| ------ | ----------- | ------------------- | ---- | --------------------------------------- |
| 57     | Stati Uniti | Trevor van Riemsdyk | D    | Middletown (New Jersey) (USA)           |
| 7      | Canada      | Brent Seabrook      | D    | Richmond (Columbia Britannica) (Canada) |
| 2      | Canada      | Duncan Keith "A"    | S    | Winnipeg (Mantioba) (Canada)            |
| 4      | Svezia      | Niklas Hjalmarsson  | S    | Eksjö, Jönköping (Småland) (Svezia)     |
| 32     | Rep. Ceca   | Michal Rozsíval     | D    | Vlašim (Repubblica Ceca)                |
| 52     | Svezia      | Erik Gustafsson     | S    | Nynäshamn (Svezia)                      |
| 55     | Germania    | Christian Ehrhoff   | S    | Moers (Germania)                        |

#### Attaccanti
| Numero | Nazionalità | Nome               | Tiro | Posizione | Luogo di nascita             |
| ------ | ----------- | ------------------ | ---- | --------- | ---------------------------- |
| 86     | Finlandia   | Teuvo Teravainen   | S    | C         | Helsinki (Finlandia)         |
| 19     | Canada      | Jonathan Toews "C" | S    | C         | Winnipeg (Mantioba) (Canada) |
| 14     | Slovacchia  | Richard Panik      | D    | AD        | Martin (Slovacchia)          |
| 53     | Canada      | Brandon Mashinter  | S    | AS        | Bradford (Ontario) (Canada)  |
| 72     | Russia      | Artemij Panarin    | D    | AS        | Korkino (Russia)             |
| 15     | Russia      | Artëm Anisimov     | S    | C         | Jaroslavl' (Russia)          |
| 88     | Stati Uniti | Patrick Kane       | S    | AD        | Buffalo (New York) (USA)     |
| 81     | Slovacchia  | Marián Hossa       | S    | AD        | Stará Ľubovňa (Slovacchia)   |
| 22     | Svezia      | Marcus Krüger      | S    | C         | Stoccolma (Svezia)           |
| 70     | Svezia      | Dennis Rasmussen   | S    | C         | Västerås (Svezia)            |
| 16     | Canada      | Andrew Ladd        | S    | AS        | Maple Ridge (Canada)         |
| 25     | Canada      | Dale Weise         | D    | AD        | Winnipeg (Manitoba) (Canada) |
| 11     | Canada      | Andrew Desjardins  | S    | C         | Lively (Canada)              |
| 65     | Canada      | Andrew Shaw        | D    | C         | Belleville (Canada)          |
| 34     | Rep. Ceca   | Tomáš Fleischmann  | S    | AS        | Kopřivnice (Repubblica Ceca) |

Aggiornata 2 aprile 2016

### Numeri ritirati
| Numero | Giocatore      | Posizione | Carriera         | Data di ritiro   |
| ------ | -------------- | --------- | ---------------- | ---------------- |
| 1      | Glenn Hall     | P         | 1957–67          | 20 novembre 1988 |
| 3      | Keith Magnuson | D         | 1969–80          | 12 novembre 2008 |
| 3      | Pierre Pilote  | D         | 1955–68          | 12 novembre 2008 |
| 9      | Bobby Hull     | AS        | 1957–72          | 18 dicembre 1983 |
| 18     | Denis Savard   | C         | 1980–90, 1995–97 | 19 marzo 1998    |
| 21     | Stan Mikita    | C         | 1958–80          | 19 ottobre 1980  |
| 35     | Tony Esposito  | P         | 1969–84          | 20 novembre 1988 |

### Capitani
- Dick Irvin, 1926–29
- Duke Dukowski, 1929–30
- Ty Arbour, 1930–31
- Cy Wentworth, 1931–32
- Helge Bostrom, 1932–33
- Charlie Gardiner, 1933–34
- Johnny Gottselig, 1935–40
- Earl Seibert, 1940–42
- Doug Bentley, 1942–44
- Clint Smith, 1944–45
- John Mariucci, 1945–46
- Red Hamill, 1946–47
- John Mariucci, 1947–48
- Gaye Stewart, 1948–49
- Doug Bentley, 1949–50
- Jack Stewart, 1950–52
- Bill Gadsby, 1952–54
- Gus Mortson, 1954–57

- Ed Litzenberger, 1958–61
- Pierre Pilote, 1961–68
- Pat Stapleton, 1969–70
- Pit Martin, 1975–76
- Pit Martin; Stan Mikita; Keith Magnuson, 1976–77
- Keith Magnuson, 1977–79
- Terry Ruskowski, 1979–82
- Darryl Sutter, 1982–87
- Bob Murray, 1985–86
- Denis Savard, 1988–89
- Dirk Graham, 1989–95
- Chris Chelios, 1995–99
- Doug Gilmour, 1999–2000
- Tony Amonte, 2000–02
- Aleksej Žamnov, 2002–04
- Adrian Aucoin, 2005–07
- Martin Lapointe, 2006–07
- Jonathan Toews, 2008–

### Migliori marcatori della squadra
Questa è la top 10 dei marcatori della squadra. Le statistiche vengono aggiornate alla fine di ogni stagione.
Note: Pos = Posizione; GP = Partite Giocate; G = Goal; A = Assist; Pts = Punti; P/G = Punti per gara; * = Fa parte della rosa attuale
| Giocatore      | Pos | GP   | G   | A   | Pts  | P/G  |
| -------------- | --- | ---- | --- | --- | ---- | ---- |
| Stan Mikita    | C   | 1394 | 541 | 926 | 1467 | 1.05 |
| Bobby Hull     | AS  | 1036 | 604 | 549 | 1153 | 1.11 |
| Denis Savard   | C   | 881  | 377 | 719 | 1096 | 1.24 |
| Steve Larmer   | AD  | 891  | 406 | 517 | 923  | 1.04 |
| Doug Wilson    | D   | 938  | 225 | 554 | 779  | .83  |
| Dennis Hull    | AS  | 904  | 298 | 342 | 640  | .71  |
| Pit Martin     | C   | 740  | 243 | 384 | 627  | .85  |
| Jeremy Roenick | C   | 524  | 267 | 329 | 596  | 1.14 |
| Patrick Kane*  | AD  | 576  | 205 | 352 | 557  | .97  |
| Tony Amonte    | AD  | 627  | 268 | 273 | 541  | .86  |

| Giocatore      | Pos | G   |
| -------------- | --- | --- |
| Bobby Hull     | AS  | 604 |
| Stan Mikita    | C   | 541 |
| Steve Larmer   | AD  | 406 |
| Denis Savard   | C   | 377 |
| Dennis Hull    | AS  | 298 |
| Tony Amonte    | AD  | 268 |
| Jeremy Roenick | C   | 267 |
| Bill Mosienko  | AD  | 258 |
| Ken Wharram    | AD  | 252 |
| Pit Martin     | C   | 243 |

| Giocatore     | Pos | A   |
| ------------- | --- | --- |
| Stan Mikita   | C   | 926 |
| Denis Savard  | C   | 719 |
| Doug Wilson   | D   | 554 |
| Bobby Hull    | AS  | 549 |
| Steve Larmer  | AD  | 517 |
| Pierre Pilote | D   | 400 |
| Chris Chelios | D   | 395 |
| Pit Martin    | C   | 384 |
| Bob Murray    | D   | 382 |
| Patrick Kane* | AD  | 352 |

## Spettatori
| Stagione | Totale  | Media  |
| -------- | ------- | ------ |
| 1994–95* | 499,445 | 20,832 |
| 1995–96  | 835,971 | 20,390 |
| 1996–97  | 795,165 | 19,396 |
| 1997–98  | 752,611 | 18,350 |
| 1998–99  | 710,530 | 17,329 |
| 1999–00  | 667,237 | 16,274 |
| 2000–01  | 614,875 | 14,996 |
| 2001–02  | 638,324 | 15,568 |
| 2002–03  | 606,580 | 14,794 |
| 2003–04  | 543,374 | 13,253 |
| 2005–06  | 546,075 | 13,318 |
| 2006-07  | 521,809 | 12,727 |
| 2007–08  | 689,377 | 16,814 |
| 2008–09  | 871,337 | 21,783 |
| 2009–10  | 854,267 | 21,356 |
| 2010–11  | 878,356 | 21,423 |
| 2011–12  | 882,874 | 21,533 |
| 2012–13* | 522,619 | 21,775 |
| 2013–14  | 864,624 | 21,615 |
| 2014–15  | 892,532 | 21,769 |

*Stagione con Lockout

## Palmarès
| Premi                     | Descrizione                          | Vittorie | Stagione                                                      |
| ------------------------- | ------------------------------------ | -------- | ------------------------------------------------------------- |
| Stanley Cup               | Campione NHL                         | 6        | 1933-34, 1937-38, 1960-61, 2009-10, 2012-13, 2014-15          |
| Presidents' Trophy        | Campione Regular season              | 2        | 1990-91, 2012-13                                              |
| Clarence S. Campbell Bowl | Primo nei Playoff Western Conference | 7        | 1970-71, 1971-72, 1972-73, 1991-92, 2009-10, 2012-13, 2014-15 |
| Prince of Wales Trophy    | Primo nei Playoff Eastern Conference | 2        | 1966-67, 1969-70                                              |